# Art of Trance
Art of Trance is het voornaamste pseudoniem van de Britse tranceproducer Simon Berry. Hij is vooral bekend vanwege zijn plaat Madagascar (1998), die in Engeland tot driemaal toe een hit werd. Hij brengt zijn muziek uit op het label Platipus, waarvan hij tevens eigenaar is. Op dit label verschijnt ook muziek van de act Union Jack, waar hij onderdeel van uitmaakt.

## Biografie
Simon Paul Berry begon in de dancescene met het verkopen van ravebladen. Op 1 januari 1993 richtte hij het label Platipus op. Berry bracht daarop zijn debuutsingle Viscious Circles uit onder de naam Poltergeist. Niet veel later verscheen de ep Deeper Than Deep onder de naam Art of Trance. Deze naam zou hij blijven gebruiken voor zijn solowerk. Hij vormde ook de act Union Jack met Claudio Giussani. Hiermee maakten ze de hit Two Full Moons And A Trout (1993), die in 1994 succesvol werd door de remix van Caspar Pound. In 1995 maakten ze daarvoor het album There Will Be No Armageddon. Na 1997 hield Union Jack op te bestaan. Als Art of Trance verschenen singles als Gloria, Cambodia (1994), Octopus (1994) en Kaleidoscope (1996). In 1996 bracht hij ook het album Wildlife On One uit, waarop oude platen afgewisseld stonden met nieuw werk.
Zijn grootste succes kwam in 1998 met de plaat Madagasga, niet veel later hernoemd naar Madagascar. De plaat werd eerst geremixt door Cygnus X. Van deze remix werd door Ferry Corsten nog een nieuwere versie gemaakt. Dit werd een van de populaire hits tijdens de opkomst van trance in die periode. Corsten won er een Golden Sales Award mee. Het nummer werd in 1998, 1999 en in 2002 een hit in de Britse lijsten. Het succes van Madagascar werd gevolgd door het album Voice of Earth. Hierop stonden singles als Monsoon, Easter Island en Breathe, die hij maakte met de Britse singer-songwriter Caroline Lavelle.
De jaren daarna bracht Berry vooral singles uit. Ook werd zijn muziek in het computerspel Midnight Club II gebruikt. In 2006 werkte hij samen met Transglobal Underground-zangeres Natacha Atlas op de single Persia. In 2009 werden de belangrijkste tracks van Art of Trance verzameld op Retrospective. Ook blies hij in 2008 Union Jack weer nieuw leven in. Ditmaal niet met Claudio Giussani maar met Paul Brogden. Samen namen ze het album Pylon Pigs op. Ook van deze act verscheen een Retrospective-album.

## Discografie

### Albums
- There Will Be No Armageddon (Union Jack) 1995
- Wildlife On One 1996
- Voice of Earth 1999
- Retrospective (Art of Trance) 2009
- Pylon Pigs (Union Jack) 2009
- Retrospective (Union Jack) 2011

### Singles
- Vicious Circles (Poltergeist) 1993
- Deeper Than Deep ep 1993
- Gloria 1993
- The Colours 1993
- Cambodia 1994
- Octopus/Orange 1995
- Kaleidoscope 1996
- Madagascar 1999
- Breathe (met Caroline Lavelle) 1999
- Easter Island 1999
- Monsoon 2000
- Killamanjaro 2001
- Love Washes Over 2002
- Mongoose 2004
- Turkish Bizzare 2004
- Persia (met Natacha Atlas) 2006
- Swarm 2009
- The Horn 2011
- Chung Kuo 2011
- The Horn 2011
- Praxia 2012
- Stratosphere 2012
- Moroccan Roll 2014
- Ricochet 2013
- Humans 2014

- Gemeinsame Normdatei: 1059321890
- MusicBrainz: 78ac5900-dd56-4e93-9a43-08efa9412f18
- Nationale Bibliotheek van Tsjechië: jx20050609012
- Virtual International Authority File: 310707724